# Rastislav Lazorík
Rastislav Ján Lazorík (ur. 16 kwietnia 1973 w Koszycach) – słowacki piłkarz występujący na pozycji napastnika.
Wychowanek MFK Koszyce. W swojej karierze reprezentował głównie kluby greckie i islandzkie. Grał kolejno w MFK Koszyce, Breiðabliku UBK, Baníku Horná Nitra, KS/Leiftur, Tatranie Preszów, Tesprotosie Igumenitsa, GS Marko, PAE Atromitosie, AS Leonidiu, AE Larisa, AO Kawala, APO Lewadiakosie, Anajenisim Karditsa i Knattspyrnufélagiðzie Víðir.